# David Anders
David Anders Holt (n. 11 martie 1981, Grants Pass⁠(d), Oregon, SUA) este un actor american de televiziune și teatru. Este cunoscut mai ales pentru rolul de Julian Sark din serialul de televiziune Alias , Adam Monroe din serialul Heroes, John Gilbert din serialul The Vampire Diaries, Victor Frankenstein/Dr. Whale din serialul ABC Once Upon a Time si Blaine "DeBeers" McDonough din serialul iZombie.
David s-a născut în Grants Pass, Oregon; părinții lui fiind Tony și Jori Holt. Are doi frați, Jason și Arik, și o soră, Maili. Fiind cel mai tânăr dintre copii (un frate biologic, unul adoptat și o soră adoptată), a fost un tânăr energic și activ în multe sporturi, printre care baschet și tenis.
Anders a început să joace la un teatru local în producții precum Jesus Christ Superstar și My Fair Lady. După ce s-a mutat la Los Angeles, curând a primit rolul de spion, Julian Sark ("Dl. Sark") din serialul Alias (2001-2006). Recent și-a făcut debutul pe scenă la New York, jucând rolul principal în Beautiful în anul 2005 la Festivalul Fringe.

## Cariera
David a început să joace de tânăr în piese de școală din orașul său natal, Oregon, dar sportul i-a ocupat timpul până când a ajuns la liceu. La 17 ani, a jucat rolul Apostolului Filip într-un teatru regional în piesa Jesus Christ Superstar. În anii următori Anders câștigat rolul lui George în piesa de la școală Our Town. Chiar în anul următor, a jucat rolul lui Freddy Eynsford-Hill într-o producție, My Fair Lady.
În august 1999, David a trebuit să facă câteva mari decizii referitoare la viața și cariera sa. A fost acceptat la Academia Americană de Arte Dramatice din Pasadena, California, dar a decis să se bage în afaceri cât de curând. După o săptămână și la 800 de mile depărtare, a ajuns la Los Angeles. A luat numele de scenă David Anders, deoarece mai era deja un actor numit David Holt.
Pe scenă, Anders a jucat rolul principal din premiera mondială Rockne: The Musical. De asemeanea a apărut în The Diary of Anne Frank, care a primit un premiu la Premiile Backstage West Garland.
David a primit rolul din Alias, Julian Sark după doar două apariții în film și televiziune - filmul The Surge și o apariție în serialul So Little Time. Rolul pe care l-a primit de la J.J. Abrams a fost de asasin care nu era loial nimănui, numit Dl. Sark.
Anders a apărut de asemenea în comedia lui Mary-Kate și Ashley Olsen So Little Time în rolul unui licean normal. Deși rolul nu a fost mare, fanii au fost încântați să privească înapoi cum s-a schimbat. 
După succesul din Alias, Anders a lucrat la The Gap, unde a predat tenis. În decembrie 2001 a apărut în revista The Source într-o reclamă pentru rapper-ul Canibus, în care Anders îl imită pe Eminem. David a jucat în diferite piese și apariții scurte în câteva seriale, cum ar fi Charmed sau CSI. David lucrează în prezent la filmele Peacock și Left of Darkness. A putut să fie văzut și în piesa din afara Broadway-ului, Beautiful.

## Filmografie
- The Surge (2002)
- Peacock (2006)
- Left of Darkness (2006)
- 'Circadian Rhythm (2006)
- ELI (2007)

Televiziune
- So Little Time (2001)
- Alias (2001-2006)
- Player$ (2004)
- CSI: Crime Scene Investigation (2004)
- Charmed (2005)
- CSI: Miami (2005)
- Deadwood (2006)
- Heroes, (2006)
- iZombie (2015)

Joc video
- Alias (2004)

Broadway
- Rockne
- The Diary of Anne Frank
- Once in a Lifetime
- 3 Male Models Named Mike
- My Fair Lady
- Jesus Christ Superstar
- Lovely Afternoon
- A Christmas to Remember
- Our Town

În afara Broadway-ului
- Beautiful